# Константин Рамаданов
Константин Илиев Рамаданов е български хоров диригент, заслужил артист от 1954 година. Той е един от най-изтъкнатите хорови диригенти на България от първата половина на 20 век, с принос за утвърждаването на ученическата музикална самодейност и българския оперен театър през първия етап на неговото развитие.
Първоначално Рамаданов работи като учител. През 1900 година постъпва да учи в музикалното училище в германския град Вюрцбург, където негови преподаватели са М. Оберслебен по теория на музиката и Клиберт по хорово дирижиране. Прекъсва обучението си година и половина по-късно, поради заболяване, от което се лекува в България в продължение на две години. Междувременно основава и ръководи гражданския хор „Кавал“.
От 1904 година Рамаданов живее в София, където започва работа като ръководител на хора при учителското дружество „Неофит Рилски“. От основаването на Българска оперна дружба през 1908 година до 1921 година и от 1926 до 1929 година Константин Рамаданов работи в нея като хормайстор, подготвяйки и дирижирайки повече от 30 опери от световни класици и български композитори. Успоредно с работата си в операта, той преподава пеене в ІІІ Софийска прогимназия, където също основава хор и оркестър, с които успешно концертира във Видин, Лом, Русе, Силистра и други градове. В репертоара на прогимназиалния хор се отличава детската оперета на Панайот Пипков „Деца и птички“.
От 1915 до 1920 година Константин Рамаданов дирижира и църковния хор към храм „Св. св. Кирил и Методий“, а през 1921 година – и студентския хор на Софийски университет. От 1918 до 1944 година ръководи и църковния хор към руската църква „Свети Николай“ в София. През 1944 година Рамаданов приключва музикалната си дейност.